# Lijst van talen in Réunion
Hieronder staan drie lijsten van talen in Réunion. Réunion kent zes talen, inclusief belangrijke immigrantentalen, die allemaal levend zijn.

## Alfabetisch
- Comorees
- Frans
- Gujarati
- Plateaumalagasi
- Réunion-Creools Frans
- Tamil

## Volgens aantal sprekers in Réunion
Onderstaande aantallen dateren uit 2005.
1. Réunion-Creools Frans - 554 500
2. Tamil - < 120 000
3. Comorees - 9000
4. Plateaumalagasi - 8000
5. Frans - 2400

Onbekend: Gujarati

## Volgens taalfamilie
- Austronesische talen (1 taal in Réunion gesproken)
  - Malayo-Polynesische talen (1): Plateaumalagasi)
- Creoolse talen (1)
  - Franse creoolse talen (1): Réunion-Creools Frans
- Dravidische talen (1)
  - Zuid-Dravidische talen (1): Tamil
- Indo-Europese talen (1)
  - Indo-Iraanse talen (1): Gujarati
  - Italische talen (1): Frans
- Niger-Congotalen (1)
  - Atlantische Congotalen (1): Comorees

Afrika · België · China · Comoren · Duitsland · Europa · Frankrijk · India · Indonesië · Israël · Luxemburg · Madagaskar · Mayotte · Namibië · Nederland · Réunion · Rusland · Spanje · Suriname · Taiwan · Verenigde Staten · Zuid-Afrika · Zwitserland